# یوتلیویل (کلرادو)
یوتلیویل (به انگلیسی: Utleyville) یک منطقهٔ مسکونی در ایالات متحده آمریکا است که در شهرستان باکا، کلرادو واقع شده‌است. یوتلیویل ۱٬۵۶۸ متر بالاتر از سطح دریا واقع شده‌است.